# Appropriatezza
Con appropriatezza, in un sistema sanitario, si definisce la misura di quanto una scelta o un intervento diagnostico o terapeutico sia adeguato rispetto alle esigenze del paziente e al contesto sanitario. Un intervento diagnostico o terapeutico risulta appropriato nel momento in cui risponde il più possibile, relativamente al contesto in cui si colloca, ai criteri di efficacia, sicurezza ed efficienza.
Il concetto di appropriatezza fa riferimento principalmente al momento decisionale dell'atto medico. Infatti, un atto medico può essere eseguito più o meno correttamente, prescindendo dalla sua appropriatezza.

## Appropriatezza clinica
In senso stretto la appropriatezza clinica (o appropriatezza specifica) fa riferimento ai criteri di efficacia e sicurezza che implicano il fatto che la scelta fatta comporti benefici al paziente, creando il minor numero di effetti negativi. Le prove di efficacia e sicurezza stanno alla base di linee guida cliniche e protocolli diagnostico-terapeutici che sono condivisi dal personale sanitario responsabile della scelta. Purtroppo, le prove di efficacia e sicurezza non hanno validità assoluta, ma statistica, ed esiste una significativa variabilità individuale - da paziente a paziente - per quanto riguarda la risposta a diverse terapie, ancorché applicate appropriatamente.

## Appropriatezza prescrittiva
In ambito farmacologico, l'appropriatezza prescrittiva dei farmaci si verifica quando essi sono prescritti per patologie per le quali esiste l'indicazione terapeutica all'interno della scheda tecnica. L'utilizzo del farmaco in casi e in dosaggi non indicati prende il nome di Off-Label.
Se esiste una indicazione terapeutica in scheda tecnica vuol dire che quel farmaco è stato studiato, nella sperimentazione clinica controllata, per verificarne l'efficacia e la tollerabilità in quella particolare indicazione terapeutica che, pertanto, ha ottenuto il riconoscimento della comunità scientifica e quindi l'immissione in commercio attraverso le agenzie nazionali o comunitarie del farmaco, come EMA e FDA.
L'autorizzazione in Italia viene rilasciata dall'Agenzia italiana del farmaco (AIFA), che rilascia l'autorizzazione all'immissione in commercio (AIC). Il sistema sanitario nazionale autorizza e rimborsa solo le prescrizioni appropriate dei farmaci.

## Appropriatezza amministrativa o generica
Del concetto di appropriatezza in sanità fa anche parte la cosiddetta appropriatezza amministrativa (o appropriatezza generica) che indica la misura di erogazione delle prestazioni sanitarie secondo il criterio dell'efficienza, ossia utilizzando al meglio le risorse disponibili, rispetto al caso clinico da trattare. Poiché le risorse disponibili variano dal contesto (organizzativo, sociale, economico, politico, geografico, etc), l'appropriatezza amministrativa è un concetto assai dinamico.